# Чайка Сергій Михайлович
Сергі́й Миха́йлович Ча́йка (нар. 19 червня 1962) — відомий художник батального жанру.

## Біографія
Народився 19 червня 1962 року в Ростові-на-Дону у сім'ї військовослужбовця. Батько, Михайло Чайка, родом із Чернігівщини, мати з Хмельниччини.
З восьмирічного віку мешкав поблизу Москви. У Москві закінчив першу міську художню школу, а згодом, 1984 року, — художньо-графічний факультет МПДУ, де отримав фах учителя малювання, креслення та праці. Після вишу відслужив строкову службу на Далекому Сході. Після демобілізації відбув до Монголії де три роки викладав в Чойбалсані. Працював із дітьми до 1989 року, відколи переїхав на батьківщину дружини до Дніпропетровська.
Оскільки з заробітком у місті було сутужно влаштувався в Новомосковському районі на розпис місцевих адмінбудівель у стилі українського бароко. На початку 90-х зо три роки працював в Польщі. Повернувшись до Дніпра, розпочав створення картин на козацьку тематику. За словами митця на це його певною мірою надихнули праці Івана Стороженка.
|  | — В основі цих полотен — історичні факти — підкреслює автор. Враховано все — включно до видів зброї та дрібних деталей одягу. Як художник я маю право вільно трактувати події і образи. Головне для мене — передати дух епохи, дати глядачеві нові знання і відчуття, наблизити його до розуміння історії своєї країни. Оригінальний текст (рос.) [«— В основе этих полотен — исторические факты, — подчеркивает автор. Учтено все — вплоть до видов оружия и деталей одежды. Как художник я имею право вольно трактовать события и образы. Главное для меня — передать дух эпохи, дать зрителю новые знания и ощущения, приблизить его к пониманию истории своей страны.] Помилка: [undefined] Помилка: {{Lang}}: немає тексту (допомога): текст вже має курсивний шрифт (допомога) |

1995 року взяв участь у фестивалі «Пан-Україна» з двома історичними роботами та посів перше місце. Чергова пам'ятна виставка художника 2001-го, на котрій він представляв свою область була присвячена 10-річчю незалежності України. Вона проходила у Центральній виставковій залі НСХУ в Києві. Чайка на ній представив свою нову картину «Руйнування Січі». Мав зустріч з Єжи Гоффманом, котрий дізнався про митця після відвідин Володимира Недяка, і взаочі побачивши твори баталіста схвально відгукнувся про Чайку:

| «Особлива радість для нашої творчої групи, яка створює документальний фільм про Україну з трьох частин, починаючи з хрещення Русі до сьогодення, що серед батальних полотен художника Сергія Чайки є картини про морські походи козацьких чайок до турецьких берегів, про атаки козаками турецьких галер. Картини Сергія Чайки не тільки історично достовірні, а й точно передають дух того часу, дарують глядачам відчуття причетності до того часу. Звичайно, картини такого масштабу, рівня та розмірів гідні найкращих залів світу». |
На подарунок Гофман отримав картину «Битва під Берестечком». Художник створив кілька одіозних картин на мотив Юлія Тимошенко під час Помаранчевої революції. Остання на дяку за це вшанувала митця своїм візитом.
Наприкінці серпня 2007-го в Дніпродзержинському музеї історії відкрилася персональна виставка Сергія Чайки. На ній було представлено понад два десятки робіт, переважно історичної тематики. Одну з картин, «Благословіння козаків», було подаровано митрополиту Іринею.
В травні 2022 р. Сергій Чайка віддав на аукціон задля допомоги армії свою картину «Соняшники».

## Творчість
Творчий доробок митця складає понад сотню творів на українську тематику.
- «Зруйнування Січі»
- «Узяття Трапезунда»
- «Невтримна сила козацького духу»
- «Битва під Берестечком»
- «Морський абордаж»
- «Взяття турецького корабля на абордаж»
- «Вибір 2004. Так!»
- «Спогади про майдан Незалежності»
- «Благословіння козаків»
- «Атака турецького редуту»
- «Українсько-татарський парад на честь перемоги над польським військом під Жовтими Водами та Корсунем 1648.»

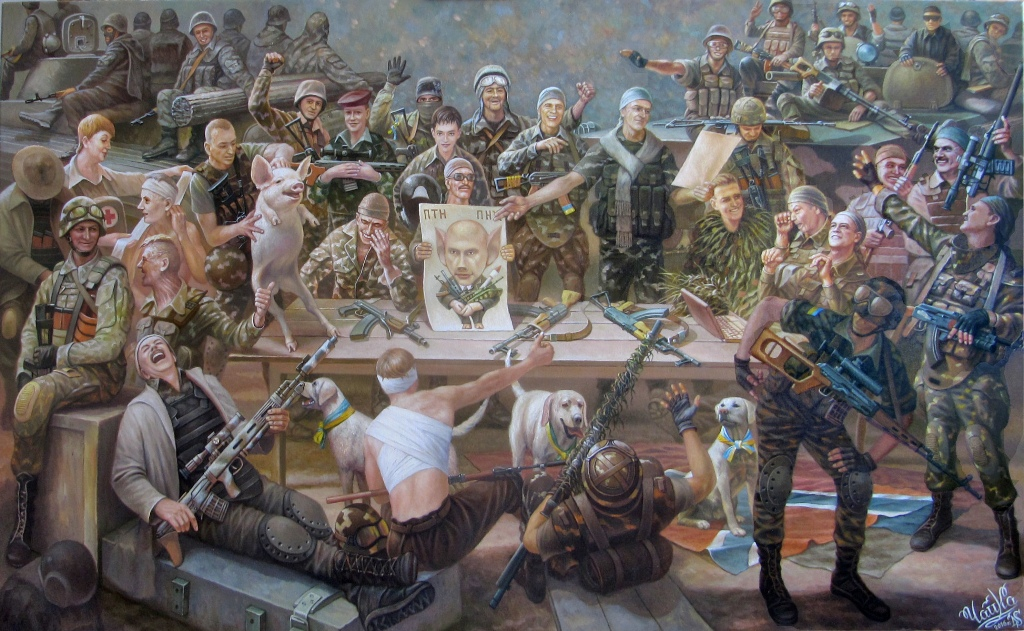
Чайка С. М. «Воїни АТО пишуть листа Путіну», полотно, олія, 90х150 см, 2016 р.

- «Воїни АТО пишуть листа Путіну»Чайка С. М. «Воїни АТО пишуть листа Путіну», полотно, олія, 90х150 см, 2016 р.

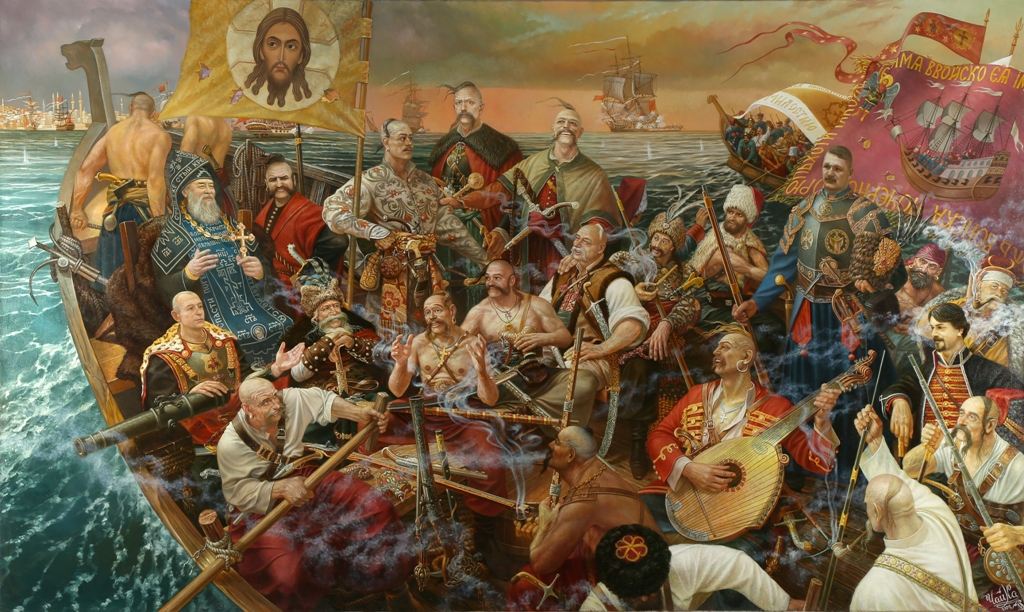
Чайка С. М. «До нових берегів…», полотно, олія, 200х330 см, 2009 р.

- «Україна понад усе»"
- «Руйнування січі»"
- «До нових берегів…»

та інші.